# Biserica de lemn „Sfântul Arhanghel Mihail” din Frasin
Biserica de lemn „Sf. Arhanghel Mihail” este o biserică amplasată în Frasin, raionul Dondușeni, Republica Moldova. Este un monument arhitectural de importanță națională inclus în Registrul monumentelor Republicii Moldova ocrotite de stat cu nr. 407 (raionul Dondușeni). Datează din 1892.